# Telemarklandung

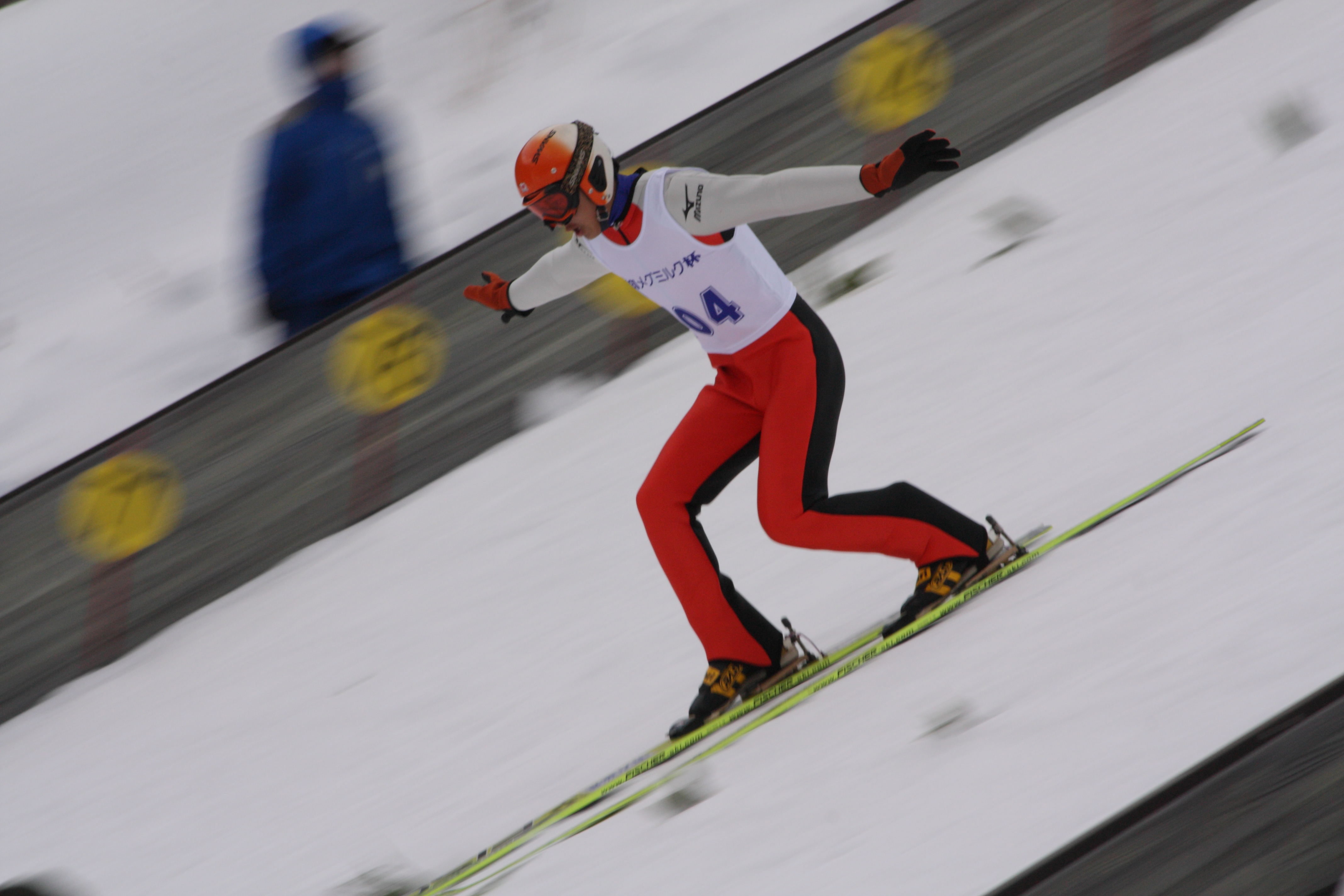
Telemarklandung

Die Telemarklandung, oder auch kurz von Fachleuten als der „Telemark“ bezeichnet, ist eine von Torju Torjussen erstmals 1883 erprobte Landungstechnik beim Skispringen, die sich bis heute als sichere Landetechnik bewährt hat. Von ihr spricht man, wenn ein Skispringer bei der Landung einen Ski etwas weiter nach vorn und den anderen Ski etwas weiter nach hinten schiebt. Dabei zählt dann als Landepunkt nicht die Skibindung, sondern die Mitte zwischen der Ferse des vorderen und den Zehen des hinteren Fußes. Der Oberkörper muss dabei leicht aufgerichtet sein und durch das leichte Einknieen den Sprung abfangen.

## Namensherkunft
Ihren Namen hat die Landungstechnik von der Skifahrtechnik Telemarken, die in der norwegischen Provinz Telemark, aus der auch Torjussen kam, entstanden ist.

## Bewertung der Landung
Der Springer soll
- aus einer stabilen optimalen Flughaltung den Kopf und Oberkörper aufrichten, die Arme seitlich nach vorn / oben führen und die Skier in die Parallelstellung drehen;
- unmittelbar vor der Bodenberührung mit den Skienden eine leichte Schrittstellung einnehmen und in den Kniegelenken leicht einbeugen;
- nach der Bodenberührung mit den Skienden das Abbremsen des Landeimpulses durch die elastischen Widerstandskräfte der sich durchbiegenden Skihinterteile durch Muskelkrafteinsatz aktiv unterstützen; dabei gleichzeitig
- die Schrittstellung weiter vergrößern und mit dem hinteren Bein entsprechend tiefer einbeugen (Telemark-Beinstellung) sowie bei schmaler Skiführung den Landedruck gleichmäßig auf beide Seiten verteilen und zur Stabilisierung des Gleichgewichtes die Arme waagerecht nach vorn / oben strecken.

### Bewertungs-Kriterien
- Harmonischer Übergang beim Öffnen der Anflughaltung zur Landung.
- Einnahme einer geringen Schritt- und Beugestellung bei der ersten Bodenberührung.
- Aktives Mitwirken beim Abbremsen durch die elastischen Widerstandskräfte der sich durchbiegenden Skier.
- Standsichere Bewältigung des Landestoßes durch optimales Einbeugen (nicht zu tief und nicht zu lange beibehalten) und vergrößern der Schrittstellung.
- Voll ausgeprägte Telemark-Beinstellung am Ende der Bremsphase, d. h., mittlere Schrittstellung (Abstand von der Ferse des Vorderschuhes bis zur Spitze des Hinterschuhes annähernd eine Schuhlänge, zumindest die Spitze des Hinterschuhes noch hinter der Ferse des Vorderschuhes) und deutlich tiefere Beugestellung des hinteren Beins.
- Schmale und saubere Skiführung (Abstand zwischen den Skiern nicht größer als zwei Skibreiten sowie parallel geführt und vollflächig aufgesetzt).

### Punkteabzüge
- Maximaler Abzug für den gesamten Bewegungsabschnitt 5,0 Pkt.
- Keine Telemark-Beinstellung (parallele Fußstellung) am Ende des Landungsvorganges (als Einzelfehler), sogenannte Haferllandung, min. 3,0 Pkt.